# Chance the Rapper

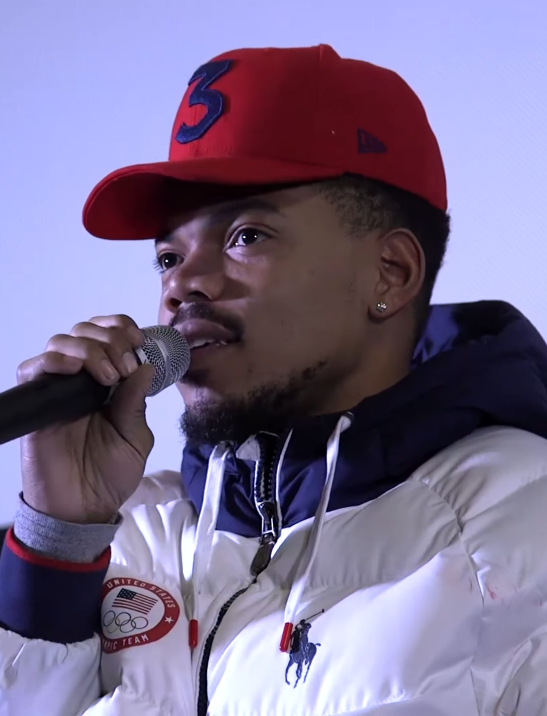
Chance the Rapper (2018)

Chance the Rapper (* 16. April 1993 in Chicago als Chancelor Bennett) ist ein US-amerikanischer Rapper.

## Biografie
Bennett wurde 1993 in Chicago geboren. Sein jüngerer Bruder, Taylor Bennett ist auch ein Rapper. Bennett ist verheiratet.

## Karriere
Bekanntheit in der US-Szene erlangte er mit seinen beiden Mixtapes 10 Day (2012) und Acid Rap (2013), die er auf der Webseite Datpiff.com anbot und hohe Downloadzahlen erreichten. Als Gastrapper auf Justin Biebers Single Confident kam er 2013 in die internationalen Musikcharts. Auf Skrillex’ Debütalbum Recess rappt er auf der Single Coast Is Clear. 2016 kollaborierte er zusammen mit Kanye West auf dessen Album The Life of Pablo.
Bei den Grammy Awards 2017 wurde er als Best New Artist ausgezeichnet, Coloring Book bekam den Preis für das beste Rap-Album, mit No Problem gewann er mit Unterstützung von Lil Wayne und 2 Chainz einen dritten Grammy.
Am 1. November 2017 trat der Rapper bei einer Veranstaltung der Obama Foundation in Chicago auf.

## Diskografie

### Studioalben
| Jahr | Titel       | Höchstplatzierung, Gesamtwochen, AuszeichnungChartplatzierungen (Jahr, Titel, Platzierungen, Wochen, Auszeichnungen, Anmerkungen) | Höchstplatzierung, Gesamtwochen, AuszeichnungChartplatzierungen (Jahr, Titel, Platzierungen, Wochen, Auszeichnungen, Anmerkungen) | Höchstplatzierung, Gesamtwochen, AuszeichnungChartplatzierungen (Jahr, Titel, Platzierungen, Wochen, Auszeichnungen, Anmerkungen) | Anmerkungen                         |
| Jahr | Titel       | CH | UK | US | Anmerkungen                         |
| ---- | ----------- | --- | --- | --- | ----------------------------------- |
| 2019 | The Big Day | CH55 (1 Wo.)CH | UK17 (2 Wo.)UK | US2 (23 Wo.)US | Erstveröffentlichung: 26. Juli 2019 |

### Mixtapes
| Jahr | Titel         | Höchstplatzierung, Gesamtwochen, AuszeichnungChartsChartplatzierungen (Jahr, Titel, Platzierungen, Wochen, Auszeichnungen, Anmerkungen) | Anmerkungen                          |
| Jahr | Titel         | US | Anmerkungen                          |
| ---- | ------------- | --- | ------------------------------------ |
| 2012 | 10 Day        | US73 (1 Wo.)US | Erstveröffentlichung: 3. April 2012  |
| 2013 | Acid Rap      | US5 (5 Wo.)US | Erstveröffentlichung: 30. April 2013 |
| 2016 | Coloring Book | US8 (125 Wo.)US | Erstveröffentlichung: 13. Mai 2016   |

Weitere Mixtapes
- 2015: Free (Based Freestyles Mixtape) (mit Lil B)
- 2016: Merry Christmas Lil’ Mama (mit Jeremih)

### Singles als Leadmusiker
| Jahr | Titel Album                 | Höchstplatzierung, Gesamtwochen, AuszeichnungChartplatzierungen (Jahr, Titel, Album, Platzierungen, Wochen, Auszeichnungen, Anmerkungen) | Höchstplatzierung, Gesamtwochen, AuszeichnungChartplatzierungen (Jahr, Titel, Album, Platzierungen, Wochen, Auszeichnungen, Anmerkungen) | Anmerkungen                                                                        |
| Jahr | Titel Album                 | UK | US | Anmerkungen                                                                        |
| --- | --------------------------- | --- | --- | ---------------------------------------------------------------------------------- |
| 2016 | No Problem Coloring Book    | UK— SilberUK | US43 (26 Wo.)US | Erstveröffentlichung: 26. Mai 2016 Verkäufe: + 230.000; feat. Lil Wayne & 2 Chainz |
| 2018 | I Might Need Security –     | UK94 (1 Wo.)UK | US60 (1 Wo.)US | Erstveröffentlichung: 19. Juli 2018                                                |
| Folgende Lieder erschienen nicht als Single, wurden aber durch das Album zum Download und Streaming bereitgestellt und konnten somit eine Platzierung erlangen: |                             | | |                                                                                    |
| |                             | | |                                                                                    |
| 2016 | Blessings Coloring Book     | — | US93 (1 Wo.)US | Charteinstieg: 4. Juni 2016                                                        |
| 2019 | Hot Shower The Big Day      | — | US58 (7 Wo.)US | Charteinstieg: 10. August 2019 feat. MadeinTYO & DaBaby                            |
| 2019 | All Day Long The Big Day    | — | US94 (1 Wo.)US | Charteinstieg: 10. August 2019 feat. John Legend                                   |
| 2019 | Do You Remember The Big Day | — | US95 (1 Wo.)US | Charteinstieg: 10. August 2019 feat. Death Cab for Cutie                           |

Weitere Singles
- 2015: Angels (feat. Saba)
- 2015: Somewhere in Paradise (feat. Jeremih & R. Kelly)
- 2016: Summer Friends (feat. Jeremih & Francis and the Lights)
- 2016: All Night (mit Knox Fortune, UK: Silber)
- 2018: Work Out
- 2018: 65th & Ingleside
- 2018: Wala Cam (feat. Forever Band & Supa Bwe)
- 2018: The Man Who Has Everything
- 2018: My Own Thing (feat. Joey Purp)
- 2019: Groceries (feat. TisaKorean & Murda Beatz)

### Singles als Gastmusiker
| Jahr | Titel Album                           | Höchstplatzierung, Gesamtwochen, AuszeichnungChartplatzierungen (Jahr, Titel, Album, Platzierungen, Wochen, Auszeichnungen, Anmerkungen) | Höchstplatzierung, Gesamtwochen, AuszeichnungChartplatzierungen (Jahr, Titel, Album, Platzierungen, Wochen, Auszeichnungen, Anmerkungen) | Höchstplatzierung, Gesamtwochen, AuszeichnungChartplatzierungen (Jahr, Titel, Album, Platzierungen, Wochen, Auszeichnungen, Anmerkungen) | Höchstplatzierung, Gesamtwochen, AuszeichnungChartplatzierungen (Jahr, Titel, Album, Platzierungen, Wochen, Auszeichnungen, Anmerkungen) | Höchstplatzierung, Gesamtwochen, AuszeichnungChartplatzierungen (Jahr, Titel, Album, Platzierungen, Wochen, Auszeichnungen, Anmerkungen) | Anmerkungen |
| Jahr | Titel Album                           | DE | AT | CH | UK | US | Anmerkungen |
| --- | ------------------------------------- | --- | --- | --- | --- | --- | --- |
| 2013 | Confident Journals                    | DE61 (1 Wo.)DE | AT48 (1 Wo.)AT | CH37 (1 Wo.)CH | UK33 Gold · (13 Wo.)UK | US41 Platin · (3 Wo.)US | Erstveröffentlichung: 9. Dezember 2013 Verkäufe: + 1.920.000; Justin Bieber feat. Chance the Rapper                              |
| 2015 | Baby Blue Mr. Wonderful               | — | — | — | — | US91 Platin · (1 Wo.)US | Erstveröffentlichung: 3. März 2015 Verkäufe: + 1.015.000; Action Bronson feat. Chance the Rapper                                 |
| 2015 | All My Friends All My Friends EP      | DE67 Gold · (14 Wo.)DE | — | CH54 Gold · (16 Wo.)CH | UK5 ×2Doppelplatin · (33 Wo.)UK | US— PlatinUS | Erstveröffentlichung: 21. Oktober 2015 Verkäufe: + 3.150.000; Snakehips feat. Tinashe & Chance the Rapper                        |
| 2017 | I’m the One Grateful                  | DE4 Platin · (20 Wo.)DE | AT2 Platin · (20 Wo.)AT | CH6 ×2Doppelplatin · (22 Wo.)CH | UK1 ×2Doppelplatin · (23 Wo.)UK | US1 ×9Neunfachplatin · (22 Wo.)US | Erstveröffentlichung: 28. April 2017 Verkäufe: + 13.170.000; DJ Khaled feat. Justin Bieber, Quavo, Chance the Rapper & Lil Wayne |
| 2018 | No Brainer Father of Asahd            | DE15 (11 Wo.)DE | AT7 Gold · (9 Wo.)AT | CH12 (9 Wo.)CH | UK3 Platin · (13 Wo.)UK | US5 ×3Dreifachplatin · (15 Wo.)US | Erstveröffentlichung: 27. Juli 2018 Verkäufe: + 4.530.000; DJ Khaled feat. Justin Bieber, Chance the Rapper & Quavo              |
| 2019 | Cross Me No. 6 Collaborations Project | DE23 (14 Wo.)DE | AT18 Gold · (9 Wo.)AT | CH21 (6 Wo.)CH | UK4 Platin · (10 Wo.)UK | US25 Gold · (10 Wo.)US | Erstveröffentlichung: 24. Mai 2019 Verkäufe: + 1.770.000; Ed Sheeran feat. Chance the Rapper & PnB Rock                          |
| 2020 | PTSD –                                | — | — | — | — | US38 (5 Wo.)US | Erstveröffentlichung: 28. Februar 2020 G Herbo feat. Chance the Rapper, Juice Wrld & Lil Uzi Vert                                |
| 2020 | Holy Justice                          | DE22 (11 Wo.)DE | AT10 (11 Wo.)AT | CH10 (17 Wo.)CH | UK7 Platin · (19 Wo.)UK | US3 ×3Dreifachplatin · (25 Wo.)US | Erstveröffentlichung: 18. September 2020 Verkäufe: + 4.955.000; Justin Bieber feat. Chance the Rapper                            |
| Folgende Lieder erschienen nicht als Single, wurden aber durch das Album zum Download und Streaming bereitgestellt und konnten somit eine Platzierung erlangen: |                                       | | | | | | |
| |                                       | | | | | | |
| 2016 | Ultralight Beam The Life of Pablo     | — | — | — | UK63 Gold · (2 Wo.)UK | US67 ×2Doppelplatin · (2 Wo.)US | Charteinstieg: 14. April 2016 Verkäufe: + 2.505.000; Kanye West feat. Chance the Rapper                                          |
| 2018 | Best Life Invasion of Privacy         | — | — | — | — | US39 Platin · (3 Wo.)US | Charteinstieg: 21. April 2018 Verkäufe: + 1.000.000; Cardi B feat. Chance the Rapper                                             |

Weitere Gastbeiträge
- 2012: Three Course Meal (Probcause feat. Action Bronson & Chance the Rapper)
- 2013: Life Round Here (James Blake feat. Chance the Rapper)
- 2014: Child’s Play (SZA feat. Chance the Rapper, US: Platin)
- 2015: Church (BJ the Chicago Kid feat. Chance the Rapper)
- 2015: Iconic (Madonna feat. Mike Tyson & Chance the Rapper)
- 2016: Show Me Love (Skrillex Remix) (Hundred Waters feat. Chance the Rapper, Moses Sumney & Robin Hannibal)
- 2016: Penthouse Floor (John Legend feat. Chance the Rapper)
- 2016: Living Single (Big Sean feat. Chance the Rapper, US: Platin)
- 2018: What’s the Hook (Reeseynem feat. Chance the Rapper)

## Auszeichnungen für Musikverkäufe
| Goldene Schallplatte - Belgien - 2021: für die Single Holy - Brasilien - 2024: für das Lied Ultralight Beam - Dänemark - 2022: für das Lied Ultralight Beam - Frankreich - 2024: für die Single Holy - Italien - 2016: für die Single All My Friends - 2019: für die Single No Brainer - 2021: für die Single Holy - Japan - 2022: für das Streaming I’m the One - 2025: für das Streaming Holy - Mexiko - 2019: für die Single No Brainer - 2022: für die Single All My Friends - Neuseeland - 2018: für das Lied Juke Jam - 2019: für die Single Baby Blue - 2021: für das Album Coloring Book - Polen - 2016: für die Single All My Friends - 2017: für die Single I’m the One - 2019: für die Single No Brainer - Portugal - 2020: für die Single Cross Me - Spanien - 2024: für die Single Holy Platin-Schallplatte - Australien - 2024: für die Single Confident - Belgien - 2017: für die Single I’m the One - Dänemark - 2020: für die Single Cross Me - 2021: für die Single No Brainer - 2021: für die Single All My Friends - 2025: für die Single Confident - Kanada - 2016: für die Single All My Friends - Neuseeland - 2017: für die Single I’m the One - 2018: für die Single No Problem - 2019: für die Single All Night - 2020: für die Single Holy - 2021: für das Lied Ultralight Beam - Niederlande - 2016: für die Single All My Friends - Norwegen - 2020: für die Single No Brainer - 2021: für die Single Holy - Polen - 2021: für die Single Confident - 2021: für die Single Cross Me - 2021: für die Single Holy - Portugal - 2022: für die Single Holy - Schweden - 2016: für die Single All My Friends - 2022: für die Single Holy - Spanien - 2017: für die Single I’m the One - Vereinigte Staaten - 2018: für das Lied The Way | 2× Platin-Schallplatte - Dänemark - 2019: für die Single I’m the One - 2025: für die Single Holy - Italien - 2017: für die Single I’m the One - Mexiko - 2020: für die Single I’m the One - Neuseeland - 2020: für die Single No Brainer - 2022: für die Single Cross Me - 2025: für die Single Confident - Portugal - 2022: für die Single I’m the One 3× Platin-Schallplatte - Australien - 2016: für die Single All My Friends - 2022: für die Single Cross Me - Brasilien - 2020: für die Single No Brainer - Kanada - 2019: für die Single No Brainer - 2023: für die Single Cross Me - Norwegen - 2020: für die Single I’m the One 4× Platin-Schallplatte - Australien - 2022: für die Single No Brainer - 2024: für die Single Holy - Kanada - 2022: für die Single Holy - Schweden - 2017: für die Single I’m the One 6× Platin-Schallplatte - Neuseeland - 2025: für die Single All My Friends 7× Platin-Schallplatte - Kanada - 2019: für die Single I’m the One 8× Platin-Schallplatte - Australien - 2022: für die Single I’m the One Diamantene Schallplatte - Brasilien - 2020: für die Single I’m the One - 2024: für die Single Holy - 2024: für die Single Confident - Frankreich - 2023: für die Single I’m the One |

Anmerkung: Auszeichnungen in Ländern aus den Charttabellen bzw. Chartboxen sind in ebendiesen zu finden.
| Land/RegionAuszeichnungen für Musikverkäufe (Land/Region, Auszeichnungen, Verkäufe, Quellen) | Silber     | Gold       | Platin         | Diamant     | Verkäufe   | Quellen                 |
| -------------------------------------------------------------------------------------------- | ---------- | ---------- | -------------- | ----------- | ---------- | ----------------------- |
| Australien (ARIA)                                                                            | —          | —          | 23× Platin23   | —           | 1.610.000  | aria.com.au             |
| Belgien (BRMA)                                                                               | —          | Gold1      | Platin1        | —           | 50.000     | ultratop.be             |
| Brasilien (PMB)                                                                              | —          | Gold1      | 3× Platin3     | 3× Diamant3 | 720.000    | pro-musicabr.org.br     |
| Dänemark (IFPI)                                                                              | —          | Gold1      | 8× Platin8     | —           | 765.000    | ifpi.dk                 |
| Deutschland (BVMI)                                                                           | —          | Gold1      | Platin1        | —           | 600.000    | musikindustrie.de       |
| Frankreich (SNEP)                                                                            | —          | Gold1      | —              | Diamant1    | 433.333    | snepmusique.com         |
| Italien (FIMI)                                                                               | —          | 3× Gold3   | 2× Platin2     | —           | 185.000    | fimi.it                 |
| Japan (RIAJ)                                                                                 | —          | 2× Gold2   | —              | —           | —          | riaj.or.jp              |
| Kanada (MC)                                                                                  | —          | —          | 18× Platin18   | —           | 1.440.000  | musiccanada.com         |
| Mexiko (AMPROFON)                                                                            | —          | 2× Gold2   | 2× Platin2     | —           | 180.000    | amprofon.com.mx         |
| Neuseeland (RMNZ)                                                                            | —          | 3× Gold3   | 17× Platin17   | —           | 547.500    | radioscope.co.nz NZ2    |
| Niederlande (NVPI)                                                                           | —          | —          | Platin1        | —           | 40.000     | nvpi.nl                 |
| Norwegen (IFPI)                                                                              | —          | —          | 5× Platin5     | —           | 300.000    | ifpi.no                 |
| Österreich (IFPI)                                                                            | —          | 2× Gold2   | Platin1        | —           | 60.000     | ifpi.at                 |
| Polen (ZPAV)                                                                                 | —          | 3× Gold3   | 3× Platin3     | —           | 180.000    | olis.pl                 |
| Portugal (AFP)                                                                               | —          | Gold1      | 3× Platin3     | —           | 35.000     | Einzelnachweise         |
| Schweden (IFPI)                                                                              | —          | —          | 6× Platin6     | —           | 280.000    | sverigetopplistan.se    |
| Schweiz (IFPI)                                                                               | —          | Gold1      | 2× Platin2     | —           | 60.000     | hitparade.ch            |
| Spanien (Promusicae)                                                                         | —          | Gold1      | Platin1        | —           | 70.000     | elportaldemusica.es ES2 |
| Vereinigte Staaten (RIAA)                                                                    | —          | Gold1      | 24× Platin24   | —           | 24.500.000 | riaa.com                |
| Vereinigtes Königreich (BPI)                                                                 | 2× Silber2 | 2× Gold2   | 7× Platin7     | —           | 5.400.000  | bpi.co.uk               |
| Insgesamt                                                                                    | 2× Silber2 | 26× Gold26 | 128× Platin128 | 4× Diamant4 |            |                         |